# Łąka w górach: Le Mas de Saint Paul
Łąka w górach: Le Mas de Saint-Paul (hol. Velden met afgeknotte boom en bergachtergrond, ang. A Meadow in the Mountains: Le Mas de Saint-Paul) – obraz Vincenta van Gogha namalowany w grudniu względnie na przełomie listopada i grudnia 1889 podczas pobytu artysty w miejscowości Saint-Rémy. Nr kat.: F 721, JH 1864.

## Historia i opis
W maju 1889 van Gogh dobrowolnie zgłosił się do szpitala Saint-Paul-de Mausole w pobliżu Saint-Rémy-de-Provence, żeby poddać się leczeniu psychicznemu. Niemal natychmiast po przybyciu rozpoczął malowanie. Malował wszystko, co mu wpadło w oko, pracując od świtu do zmierzchu, w pogodę i niepogodę. Jednym z głównych jego motywów stały się pejzaże. Należy do nich łąka w górach w pobliżu szpitala, którego był pacjentem.
Van Gogh dwukrotnie wspomina o namalowaniu obrazu w listach do brata Theo; w pierwszym z nich, napisanym 3 stycznia 1890 zawarł lakoniczny opis obrazu:
Pola. Pola młodej pszenicy na tle fioletowych gór i żółtawego nieba
W drugim natomiast, napisanym dzień później, poinformował brata o wysłaniu mu obrazu.